# Intoccabili (saggio)
Intoccabili è un libro-inchiesta scritto da Marco Travaglio e Saverio Lodato.
Gli autori trattano il problema di Cosa nostra e delle sue connessioni con la politica, motivo per il quale non è mai stata definitivamente sconfitta.
L'introduzione è stata scritta da Paolo Sylos Labini.

## Edizioni
- Saverio Lodato, Marco Travaglio, Intoccabili, collana Futuropassato, BUR Biblioteca Universale Rizzoli, 2005,  p. 465, ISBN 88-17-00537-1.